# 西郷康員
西郷 康員（さいごう やすかず）は、江戸時代前期の旗本。西郷家員の三男。

## 生涯
慶長6年（1601年）、兄・忠員の死去によって家督を継いだ。
慶長14年12月9日（1609年）、出羽守に叙任される。この時、翌年正月に江戸城で催される謡曲始の儀への出席も許されていた。この謡曲始の儀には、康員以外に牧野忠成や最上家親、本多康俊などが出席している。
慶長18年（1613年）に死去、享年29。康員にも実子が無く、弟の正員を跡目とした。